# Paul Franken (Politiker)
Paul Franken (* 27. Juni 1894 in Höhscheid; † im Herbst 1944 in Adak bei Workuta) war ein sozialistischer Politiker der Weimarer Republik und Stalinismus-Opfer.

## Leben
Nach dem Besuch der Volksschule absolvierte der Sohn eines Gießereiarbeiters ab 1908 eine Lehre als Former und Nadler. Seit 1917 Mitglied der USPD, war er während der Novemberrevolution Mitglied des Arbeiter- und Soldatenrates in Solingen und von 1919 bis 1920 Parteisekretär des Bezirks Niederrhein. Die Position des Bezirkssekretärs nahm er zunächst auch nach dem Zusammenschluss von USPD-Linke und KPD zur VKPD ein, ferner gehörte er dem Zentralausschuss der VKPD an. Seine Kandidatur bei den Reichstagswahlen 1920 blieb ohne Erfolg, im Februar 1921 wurde er aber auf der Liste der VKPD (aus welcher er im Zuge der Auseinandersetzungen um die „Märzaktion“ im Januar 1922 wieder ausgeschlossen wurde) in den Preußischen Landtag gewählt. Über die kurzlebige KAG und die USPD wurde er im Herbst 1922 Mitglied der SPD, für welche er sein Mandat im Landtag bis Ende 1924 wahrnahm. Daneben war er in Solingen als Zeitungsredakteur tätig.
1924 siedelte er nach Zeitz über, wo er als Redakteur bei der örtlichen sozialdemokratischen Tageszeitung Volksbote beschäftigt war. Daneben gehörte er dem Vorstand der örtlichen SPD an und war in der Kultur- und Bildungsarbeit und in der Reichsarbeitsgemeinschaft der Kinderfreunde aktiv. 1928 wurde er nach vierjähriger Unterbrechung wieder Mitglied des Preußischen Landtages, dem er bis zum Verbot der SPD im Sommer 1933 angehörte.
Nach der Machtübernahme der NSDAP und kurzzeitiger Inhaftierung floh Franken noch 1933 in die Tschechoslowakei. Von hier aus siedelte er 1934 nach kürzeren Aufenthalten in Schweden und Lettland in die Sowjetunion über, wo er 1937 im Rahmen der Stalinschen Säuberungen inhaftiert wurde. Im Herbst 1944 starb Paul Franken in einem Gulag bei Workuta.